# Monhystera fuelleborni
Monhystera fuelleborni is een rondwormensoort uit de familie van de Monhysteridae. De wetenschappelijke naam van de soort is voor het eerst geldig gepubliceerd in 1910 door Daday.